# Distretto di Chai Buri
Il distretto di Chai Buri (in thailandese: ชัยบุรี) è un distretto (amphoe) della Thailandia, situato nella provincia di Surat Thani.